# Glurp Attack
Glurp Attack (Grossology) est une série télévisée d'animation canadienne en 52 épisodes de 26 minutes créée par Sylvia Branzei, produite par Nelvana et diffusée entre le 29 septembre 2006 et le 24 octobre 2009 sur YTV. Elle a aussi été diffusée aux États-Unis sur Discovery Kids. En France, la première saison de la série a été diffusée à partir du 10 janvier 2007 sur TF1 dans l'émission Tfou, et au Québec à partir de septembre 2007 à la Télévision de Radio-Canada.

## Synopsis
Abby et son frère Ty sont deux agents spéciaux qui enquêtent, au sein d'une organisation secrète appelée Glurpologie, sur les phénomènes jugés trop « dégoûtants » pour la police traditionnelle. Ils sont aidés dans leur tâche par leur ami, Rat de Labo.

## Personnages

### Le département de Glurpologie
- Abby Archer : elle est une des deux héros. C'est une glurpologiste professionnelle que rien n'écœure sauf les sangsues. Elle est très sérieuse et fait preuve de beaucoup d'esprit. C'est aussi une grande sportive, refusant la défaite. C'est la grande sœur de Ty. Sa combinaison est jaune/ocre.

- Ty Archer : il est un des deux héros. Bien que moins athlétique que sa sœur ainée, il est tout aussi efficace qu'elle sur le terrain. Ses connaissances en Glurpologie sont beaucoup plus vastes, mais il est un peu moins sérieux. Sa combinaison est rouge/orange.

- Rat de Labo : de son vrai nom Paul Squifindher, il est le scientifique du Glurpolabo (qui lui tient lieu de maison) et le meilleur ami de Ty et Abby. Bien qu'étant de leur âge, Rat de Labo est un inventeur de génie. Son autre meilleur ami est Hermès, un rat. Il est agoraphobe et ne s'aventure sur le terrain qu'en cas d'urgence. Auquel cas, il porte une combinaison bleue.

- Le Directeur : il est comme son nom l'indique le directeur du Département de Glurpologie. Cependant, un rien l'écœure et le fait hurler, mais il considère que c'est toujours mieux que pas de travail. Il apparaît souvent à la fin de l'épisode afin de s'octroyer les réussites de ses agents, qui ne se privent pas de l'écœurer d'une manière ou d'une autre.

### Ennemis
- Insectiva : de son vrai nom Clara Chtin, elle était une brillante étudiante en entomologie vouant un grand amour envers les insectes. Lorsqu'elle apprit que l'université les naturalisait, elle devint folle et les libéra. Depuis ce jour, elle n'a plus qu'un but : que ses protégés règnent sur terre et se débarrassent de l'humanité.

- Pétor : enfant, Larry était victime d'une torture flatulente de son frère aîné. Au bout de quinze ans, il devint le redoutable Pétor, un être ne pouvant survivre qu'en respirant du méthane et de l'hydrogène, et suffoquant lorsqu'il respire de l'oxygène. Armé d'une technologie impressionnante, son but est de transformer la Terre en un paradis flatulent.

- Joe Putrop : il est le criminel le plus sale et le plus répugnant qui soit. Aussi bête que méchant, il aime être riche. Richement sale. Lorsqu'il est nettoyé de sa crasse, on peut voir qu'il est albinos.

- Lazare Baltar : il était autrefois le meilleur glurpologiste, mais aussi le plus sournois et finit par se faire renvoyer. Désormais, il compte prendre sa revanche sur les glurpologistes (et en particulier Ty et Abby). Lazare est reconnaissable par sa petite taille et l'immense furoncle faisant les trois quarts de sa tête. On en apprend plus sur ses origines dans l'épisode Nouvelles recrues de la saison 2.

- Putréfactor : lors d'une expérience ratée visant à créer un puissant conservateur, un jeune garçon du nom de Chester se retrouva avec la capacité de décomposer la matière organique dès qu'il la touche. Si Chester n'est pas réellement méchant, les bactéries dont ils tirent le pouvoir, le sont et corrompent son esprit petit à petit, le réinventant sous le nom de Putréfactor.

- Sinistro le Noir : il est un criminel gothique photosensible. Ne supportant pas la lumière du jour, il porte en permanence des lunettes noires et parfois un capuchon. Accoutumé à l'obscurité, il commande des animaux nocturnes (principalement des chauve-souris), afin de plonger le monde dans les ténèbres. Son physique est basé sur Ozzy Osbourne.

- Arachnidia : elle est la sœur jumelle d'Insectivia. Contrairement à cette dernière, elle préfère les araignées et leur mode de vie plus solitaire. Inutile de dire que les deux sœurs ne s'apprécient guère, insectes et araignées sont ennemies depuis toujours.

- Frédérique Folicule : il est un ancien coiffeur n'appréciant pas les nouveaux styles. À la suite d'une expérience ratée, il se retrouve avec une chevelure et une pilosité abondantes qu'il peut contrôler.

- Roger "l'Œil rouge" : il est un camarade de Ty et Abby, souffrant de conjonctivite (d'où son surnom) et ayant des doutes sur leurs activités. Intelligent mais dérangé, il pratique toutes sortes d'expériences dans son grenier moisi, pour un seul but : devenir un glurpologiste. Il ira jusqu'à enlever et essayer de torturer Lazare Baltar pour lui soutirer des informations sur Ty et Abby et leurs activités de glurpologistes.

### Autres personnages
- L'Inspecteur : il est un agent de police à la forte carrure. Bien que ne faisant pas partie des glurpologistes, il est généralement sur les lieux du crime et ne semble pas écœuré. D'apparence rude, il s'entend pourtant très bien avec Ty et Abby.
- Harvey et Pétunia Archer : ce sont les parents de Ty et Abby, auxquels ils ressemblent assez physiquement. Harvey travaille à la station d'épuration des eaux, tandis que Pétunia est entomologiste à l'université.
- Marine : elle est la rivale d'Abby. Snob et égocentrique.
- Noémie : elle est une fille gentille dont Ty est amoureux, ce qui est également réciproque.
- André : il est un ami de Ty et Abby, à l'allure de geek.

## Épisodes

### Première saison (2006-2007)
1. Insectiva
2. Moïse moisi
3. Proutzilla (Fartzilla)
4. Parfaite puanteur
5. La fée des croûtes
6. Vite... des chiche nettes !
7. Attention... des poux!
8. Petits poissons... deviendront grands
9. Le Pied d'athlète
10. Une histoire chouette
11. Vomi soit qui mal y pense
12. Putréfactor
13. Insectiva, le retour
14. Grosses Mouches
15. Règlement intérieur
16. Abby grand-mère ?
17. Mouche à fruits
18. Docteur Côlon
19. Les Sangsues
20. Pétor, le retour 1
21. Pétor, le retour 2
22. La Forêt putréfiée
23. Sinistro le noir
24. Frankie la morve
25. Vous vomissez, vous dégagez !
26. Sarah Sénia, la menace visqueuse

### Deuxième saison (2008-2009)
1. Les sœurs ennemies
2. Vous avez dit alligator!
3. Tout est dans l'oreille
4. Promo spéciale Chuckie
5. Problème capillaire
6. Quelle odeur!
7. Le monstre moisi
8. Réactions allergiques
9. L'Aria "della morte"
10. Le fabricant de bonbons
11. Des crottes ! Encore des crottes
12. Le SPA d'Insectiva
13. L'acné explosive
14. Parole d'acarien
15. Ça gaze dans les marais
16. Le géant Sublimo
17. Gâteau pour Noël
18. Nouvelles recrues
19. Roger et Baltar
20. La revanche d'Œil Rouge 1
21. La revanche d'Œil Rouge 2
22. Serpentagruel
23. Pilosité excessive
24. Des cartes pour la Saint-Valentin
25. La face gazée de la lune
26. La nuit tous les zombis sont gris

## Distribution

### Voix originales
- Krystal Meadows : Abby
- Michael Cohen : Ty
- M. Christian Heywood : Rat de Labo
- Paul O'Sullivan : Le directeur

### Voix québécoises
- Catherine Brunet : Abby
- Xavier Dolan : Ty
- François Godin : Harvey
- Isabelle Leyrolles : Pétunia
- Jean-Marie Moncelet : Le directeur
- Philippe Martin : Rat de labo
- Danièle Panneton : Insectiva
- Geneviève Désilets : Marine
- Pierre Chagnon : L'inspecteur
- Gilbert Lachance : Lazare Balthar

 Source et légende : version québécoise (VQ) sur Doublage.qc.ca